# Pawel Kryske
Pawel Kryske (ur. 11 marca 1922 w Siemianowicach Śląskich) – francuski piłkarz polskiego pochodzenia, występujący na pozycji obrońcy lub pomocnika.
W barwach SR Colmar, RC Lens oraz Valenciennes FC rozegrał łącznie 179 spotkań i zdobył 17 bramek w Division 1.